# Serraca lunifera
Serraca lunifera är en fjärilsart som beskrevs av Butler 1879. Serraca lunifera ingår i släktet Serraca och familjen mätare. Inga underarter finns listade i Catalogue of Life.